# إينوك كيلي هاني
إينوك كيلي هاني هو رسام وسياسي أمريكي، ولد في 12 نوفمبر 1940 في سيمينول في الولايات المتحدة. نشط حزبياً في الحزب الديمقراطي. وقد انتخب عضو مجلس ولاية أوكلاهوما ‏ وانتخب عضو مجلس نواب أوكلاهوما ‏.

## وصلات خارجية
- الموقع الرسمي